# Liste von Weiterbildungen für Kunsttherapie in Österreich
In Österreich wird Kunsttherapie ähnlich der Psychotherapie ausschließlich als Weiterbildung von privaten Trägern angeboten. Absolventen, die eine vierjährige Weiterbildung nach dem Rahmencurriculum erfüllen, können beim Berufsverband ÖFKG  Mitglied werden. In Österreich gibt es einerseits Bestrebungen, Kunsttherapie nach dem Psychotherapiegesetz oder aber mit einem eigenständigen Berufsgesetz – ähnlich der Musiktherapie – anzuerkennen.

## Weiterbildungen
- Österreichisches Kolleg für Kunsttherapie
- Private Pädagogische Hochschule der Diözese Linz
- Sigmund Freud Privatuniversität Berlin, Bregenz, Wien (Masterstudiengang Kunsttherapie)
- Wiener Schule für Kunsttherapie
- Institut für Mal- und Gestaltungstherapie
- Kunsttherapie Linz
- Atelier Spitzenegg
- ARGE für Kunsttherapie und Supervision
- Österreichischer Fachverband für Kunst- und GestaltungstherapeutInnen
- Akademie für Kunsttherapie - ISSA
- ACT - Austrian Association Of Art And Creativity Therapy